# Castellbisbal
Castellbisbal település Spanyolországban, Barcelona tartományban. Lakosainak száma 12 972 fő (2024).

## Földrajza
Castellbisbal Abrera, Ullastrell, Rubí, Sant Cugat del Vallès, El Papiol, Pallejà, Corbera de Llobregat, Sant Andreu de la Barca és Martorell községekkel határos.

## Népesség
A település lakosságának változását az alábbi diagram mutatja:
| Lakosok száma | 180  | 1536 | 1662 | 1594 | 4049 | 10 352 | 11 977 | 12 434 | 12 390 | 12 972 |
|               | 1717 | 1887 | 1936 | 1960 | 1986 | 2004   | 2009   | 2014   | 2019   | 2024   |